# Carlfranklinia
Carlfranklinia es un género de foraminífero bentónico considerado un sinónimo posterior de Dublinia de la familia Asterigerinatidae, de la superfamilia Asterigerinoidea, del suborden Rotaliina y del orden Rotaliida. Su especie tipo era Carlfranklinia surreptiva. Su rango cronoestratigráfico abarcaba el Holoceno.

## Clasificación
Carlfranklinia incluye a la siguiente especie:
- Carlfranklinia surreptiva